# Jiangnan-Garten

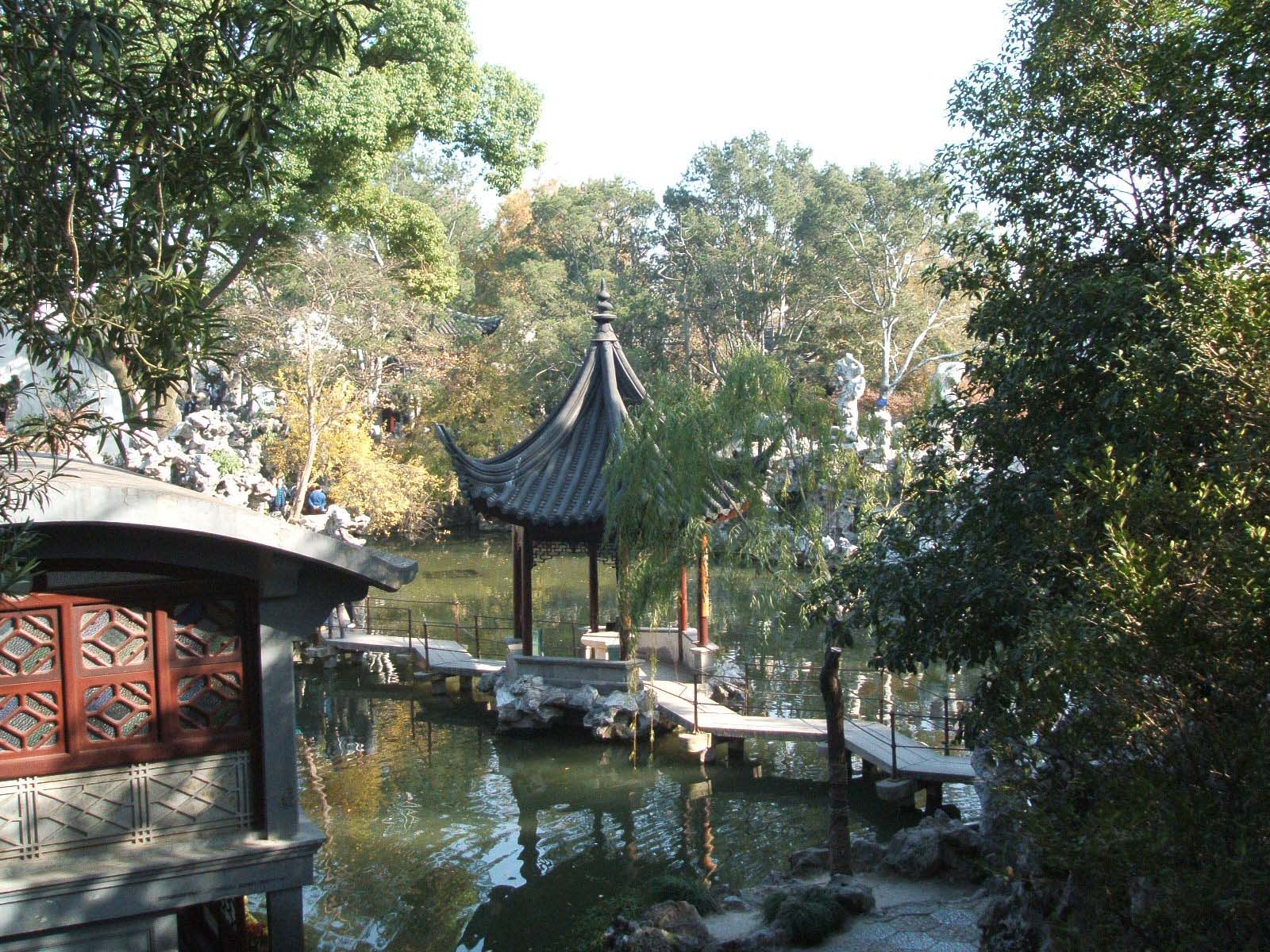
Löwenwald-Garten (Shizi lin) in Suzhou

Ein Jiangnan-Garten (chinesisch 江南园林, Pinyin Jiāngnán Yuánlín) oder Garten des Jangtse-Deltas (engl. Garden on the Yangtze Delta) ist ein spezieller Typ der chinesischen Gartenkunst. Das Jiangnan-Gebiet ist der Großraum um das weite Delta des Jangtsekiang. Gewöhnlich handelt es sich dabei um Privatgärten. Der Park des Xuanwu Hu 玄武湖 in Nanjing ist der einzige noch erhaltene kaiserliche Garten des Jiangnan-Gebiets. Einige der Parks stehen auf der Liste des UNESCO-Weltkulturerbes, der Liste der Denkmäler der Volksrepublik China und auf den Denkmallisten der Provinzebene.

## Berühmte Jiangnan-Gartenanlagen
- Suzhou 苏州: Zhuozheng Yuan 拙政园, Liu Yuan 留园, Shizi Lin 狮子林, Canglang Ting 沧浪亭, Wangshi Yuan 网师园;
- Yangzhou 扬州: Wuting Qiao 五亭桥, Ge Yuan 个园, He Yuan 何园;
- Nanjing 南京: Zhan Yuan 瞻园, Xu Yuan 煦园;
- Wuxi 无锡: Jichang Yuan 寄畅园, Li Yuan 蠡园;
- Hangzhou 杭州: Guo Zhuang 郭庄, Wang Zhuang 汪庄, Liu Zhuang 刘庄;
- Huzhou 湖州: Xiaolian Zhuang 小莲庄;
- Changshu 常熟: Yan Yuan 燕园;
- Shanghai 上海: Yu Yuan 豫园;
- Changzhou 常州: Jin Yuan 近园, Yue Yuan 约园.

## Weblink
- Suzhou und seine Gärten